# AST 센트럴 유나이티드 FC
AST 센트럴 유나이티드 FC는 사모아의 축구 클럽이다. 현재 우폴루 퍼스트 디비전에 참가하고 있다.

## 역사
센트럴 유나이티드 FC의 첫 참가 기록은 2005 시즌부터이다. 기록이 남아있지 않는 2006 시즌부터 2008 시즌 사이에 한 차례 강등되었다 다시 승격한 것으로 보인다.
승격 첫 시즌인 2009-10 시즌에는 시즌 도중 USP SC와 함께 퇴출되었다. 하지만 바로 다음 시즌인 2010-11 시즌에 다시 참가했으며 10개 팀 중 5위를 기록했다.
2011-12 시즌 기록은 남아있지 않으며, 2012-13 시즌에는 11개 팀 중 8위를 기록했다.
2013-14 시즌 기록은 남아있지 않으며, 2014-15 시즌에는 12개 팀 중 9위를 기록했다.
2016 시즌에 최하위인 12위를 기록하였으며, 승강 플레이오프에서 토가푸아푸아 세인츠, 레페아 SC에게 패배를 기록하며 우폴루 퍼스트 디비전으로 강등되었다.